# 偽りのフレイヤ
『偽りのフレイヤ』（いつわりのフレイヤ）は、石原ケイコによる日本の漫画作品。『LaLaDX』（白泉社）にて、2017年9月号から連載されている。テュール王国の王子に似ている少女・フレイヤが、王子の身代わりとして過ごしていく様を描いた物語。2024年10月時点で、単行本の累計部数は100万部を突破している。

## 沿革
2017年6月9日発売の『LaLaDX』7月号にて、本作の連載が開始されると告知が行われる。同年8月10日発売の同誌9月号より連載を開始。
本作の「壮大な世界観と予測不可能な展開・美しい描写」により、連載当初から書店員の支持を獲得し、SNSで読者から反響を得ている。2018年4月5日に発売された単行本第1巻は、重版となった。第2巻の発売を記念し、「SNS上の読者の反響を掲載」したポスターと、公式サイトにてスペシャルムービーを公開。2024年10月5日、6日、7日に100万部を突破したことを記念したボイスPVが白泉社の公式YouTubeチャンネル「はくせんちゃんねる」にて公開。第1弾は「テュール編」、第2弾は「ナハト編」、第3弾は「アシャ編」の内容となっている。

## 登場人物
声の項はボイスPVの声優。
フレイヤ
声 - 悠木碧
本作の主人公の少女。
エドヴァルド
テュール王国の王子。フレイヤと瓜二つな外見をしている。
アレクシス
声 - 小林千晃
フレイヤの幼なじみ。
ユリウス
声 - 諏訪部順一
白騎士。
アーロン
黒騎士。フレイヤの初恋の相手で、幼なじみ。

## 作風・評価
ライターの嵯峨景子によると、本作は「男装・身代わり」をキーポイントとした「『少女の成長と恋愛』を描く大河ファンタジー」である。これは田村由美の『BASARA』や須賀しのぶの『流血女神伝』など、女性向け作品で人気の設定であるが、「ヒロインの鮮烈な生き様がもたらすカタルシス」や男装の「固定的なジェンダー規範を撹乱する心地よさ」が読者の心を惹きつけている。本作は「血生臭く、酷薄なストーリー」が「美麗な作画」により描かれるテイストとなっている。物語がシビアに導入され、ハードな展開となりつつも、「フレイヤをめぐる逆ハーレム」のような少女漫画らしい恋愛要素も描かれている。
ダ・ヴィンチWebによると、「手に汗を握るようなスリリングな展開」から原泰久の『キングダム』を思い浮かべる読者もいるような作品。ドラマチックな展開で、「恋愛、バトル、陰謀、駆け引き」といった「凝った設定や美麗な作画」が見どころとなっている。ファンタジーな設定は王道であるが、話は「衝撃的な展開の連続」となっており、それに加え登場人物たちの心情が丁寧に描かれている。絵柄に定評があるため、既刊の表紙のイラストに目を引かれ、単行本を集めるようになった読者もいるという。
立花ももによると、「容赦ないどんでん返しの連続が仕込まれている」作品である『銀河英雄伝説』や『ゲーム・オブ・スローンズ』だが、本作もそれらと同じで、ファンタジーが好きなら「読まないと損をする」ような作品。「想定外の裏切りの連続」が上手な構成で描かれている。「フレイヤが最終的に誰を愛するのか、まったく読めない」点も、本作の魅力である。「1コマ1コマの密度が濃すぎて、智謀策略の気配が強すぎて、誰が味方で誰が敵か、読み手を疑心暗鬼にさせる」よう描かれており、構成も上手であると評している。

## 制作背景

### ストーリーと構想
作者の石原が10代だったころ、コバルト文庫など「少女小説には戦う女の子の物語もあった」が、「世界を相手どる」ような「女の子が主人公の作品が少なかった」という。そこで石原は「女の子が主人公のRPGを体感するには自分で描くしかない」と思い、「女の子が大きな敵に立ち向かって世界を救う」という話をデビュー以前から描きたいと考えていた。「流血の多いファンタジー作品が続いていた」ため、石原は明るい話を考えていたが、担当編集者から「戦もの」を提案された。担当編集者には「白泉社に入社したからには、骨太なファンタジーを立ちあげたい」という野望があり、誰なら描けるかと思った際に、石原が真っ先に思い浮かんだためである。せっかくだからこの機会にと、担当編集者とともにストーリーを作り上げていった。担当編集者からの提案に、石原が「肉付けしていく形」でストーリーを制作している。
石原は少女漫画は「残虐な描写と相性がいい」と思っているが、「それを売りにしたいわけではな」いため、「読者の期待している場所に着地させたほうがいい場合」も悩みつつ、緊張感も必要だと考え、描いている。
石原は影響を受けたファンタジー小説に荻原規子の作品を挙げ、特に『白鳥異伝』だと話している。「恋愛を描きながらも、それだけじゃない、理不尽に立ち向かって成長していく姿が描かれている作品が好き」であるため、氷室冴子の『銀の海 金の大地』も好きで、本作もそうあってくれたらいいと石原は考えている。

### キャラクター
フレイヤと王子は、ビジュアルが先に決まっている。フレイヤは当初、性格を天真爛漫にして、イメージとしては「バレー部の主将みたいな、背が高くてしゅっとした感じの女の子」にしようと考えた。しかし当時の編集長から「成長譚を描くなら、最初はそれほど強くないタイプがいいんじゃないか」というアドバイスを受け、泣き虫はどうか、「運動神経は意外といい」など設定を考えていった。だが「王子の身代わり」とはいえ、「男装の麗人」にしたくないと思い、王子を「少女と見まごう容貌」にすることで、「フレイヤの女の子らしさを残す」ようにしている。王子は「幼いながらに周囲を惹きつける存在」として描くため、小悪魔らしい性格にしている。
石原自身、「恋愛模様をふくめ、人間関係については予想していなかったところに転がり始めている」というが、「感情を丁寧に掬いとって」描いていこうと考えている。

## 書誌情報
- 石原ケイコ『偽りのフレイヤ』白泉社〈花とゆめコミックス〉、既刊13巻（2025年6月5日現在）
  1. 2018年4月5日発売[1][14]、ISBN 978-4-592-21191-4
  2. 2018年10月5日発売[15]、ISBN 978-4-592-21192-1
  3. 2019年8月5日発売[16][17]、ISBN 978-4-592-21193-8
  4. 2020年3月5日発売[18][19]、ISBN 978-4-592-21194-5
    - 描き下ろしマンガ付き特装版、同日発売[20]、ISBN 978-4-592-22723-6

  5. 2020年11月5日発売[21]、ISBN 978-4-592-21195-2
  6. 2021年4月30日発売[22]、ISBN 978-4-592-22096-1
  7. 2021年10月5日発売[23]、ISBN 978-4-592-22097-8
  8. 2022年2月4日発売[24]、ISBN 978-4-592-22098-5
  9. 2022年8月5日発売[25]、ISBN 978-4-592-22099-2
  10. 2023年4月5日発売[26]、ISBN 978-4-592-22100-5
  11. 2024年2月5日発売[27]、ISBN 978-4-592-22166-1
  12. 2024年10月4日発売[3]、ISBN 978-4-592-22167-8
  13. 2025年6月5日発売[28]、ISBN 978-4-592-22168-5